# Halacritus condenti
Halacritus condenti är en skalbaggsart som beskrevs av Yves Gomy 1989. Halacritus condenti ingår i släktet Halacritus och familjen stumpbaggar. Inga underarter finns listade i Catalogue of Life.